# Sonic Heroes
Sonic Heroes (jap.: ソニック ヒーローズ, Hepburn: Sonikku Hīrōzu) ist ein 3D-Jump-’n’-Run-Computerspiel, das von Sonic Team entwickelt und von Sega erstmals in Japan am 30. Dezember 2003 für Nintendo GameCube, Xbox und PlayStation 2 veröffentlicht wurde. Es war das erste Sonic-Spiel, das auf einer PlayStation- oder einer Xbox-Konsole erschien.
In Sonic Heroes steuert man ein Team aus drei Hauptcharakteren gleichzeitig und kann sich während der Level die verschiedenen Fähigkeiten jederzeit zunutze machen. Das Spiel verfügt über vier Teams mit individuellen Interpretationen der einzelnen Level in sich fortlaufend kreuzenden Storysträngen und damit über insgesamt zwölf steuerbare Hauptcharaktere. Dabei wurde im Vergleich zu den Vorgängern der Fokus von der Handlung weg vermehrt auf das Gameplay und das Leveldesign gelegt.
Das Spiel ist der Nachfolger von Sonic Adventure 2 (2001) und der Vorgänger von Shadow the Hedgehog (2005).

## Handlung
Sonic wird von Tails und Knuckles aufgespürt, die ihm einen Brief von Dr. Eggman überreichen, laut dem dieser ankündigt, die Welt innerhalb von drei Tagen zu erobern. Obwohl sie ahnen, dass dies eher eine Falle darstellt, beschließen die drei als Team Sonic, Dr. Eggmans Pläne zu vereiteln. Derweil erreicht Rouge the Bat eine kleine, verlassene Geheimbasis von Dr. Eggman und erhofft sich, Schätze zu finden. Dabei entdeckt sie jedoch den totgeglaubten Shadow the Hedgehog, der sich an nichts erinnern kann und den Roboter E-123 Omega, dem es nicht möglich war, aus dieser Basis zu entkommen und daher Rachegelüste an Dr. Eggman hegt. So machen sich Shadow, Rouge und Omega unter dem Decknamen Team Dark ebenfalls auf die Suche nach Dr. Eggman. Andernorts haben Amy Rose, Cream the Rabbit und Big the Cat zusammengefunden. Während Cream ihren Chao Chocola vermisst und Big seinen Freund Froggy erneut sucht, vermisst Amy ihren Schwarm Sonic. In einem Zeitungsartikel ist ein Foto abgedruckt, das Sonic, Chocola und Froggy zusammen zeigt, weswegen Amy, Cream und Big als Team Rose die Suche nach ihren Freunden aufnehmen. Im Chaotix-Detektivbüro erreicht ein Paket mit Walkie-Talkie die Detektive Espio the Chameleon, Charmy Bee und Vector the Crocodile. Über das Walkie-Talkie meldet sich ein mysteriöser, stimmenverzerrter Agent, der eine gute Bezahlung verspricht, wenn die drei als Team Chaotix seine Aufträge erfüllen. Obwohl Espio ein ungutes Gefühl bei der Sache hat, nimmt Team Chaotix die Arbeit an.
Während des Abenteuers kreuzen sich die Wege der Teams des Öfteren und alle Teams scheinen Dr. Eggman zu besiegen, der sich jedoch immer als Roboter-Fälschung herausstellt. Keinem der Teams fällt dabei auf, dass sich die zerstörten Roboter als Neo Metal Sonic herausstellen, der ihre Daten unwissentlich kopiert. Shadow, der sich zunehmend an seine Vergangenheit und die Ereignisse aus Sonic Adventure 2 erinnert, entdeckt zudem ein zerstörtes Shadow-Roboterabbild. Nach einigen Abenteuern findet Cream schließlich ihren Chao Chocola und Big seinen Freund Froggy wieder. Rouge und Omega entdecken eine große Halle voller Shadow-Roboter und hinterfragen ebenso wie Shadow selbst, ob dieser echt oder auch nur ein Roboter ist. Jedoch gibt Omega zu Bedenken, dass es ein Original geben muss. Team Chaotix erreicht den Standort ihres eingesperrten Agenten, der sich als der wahre Dr. Eggman herausstellt und mithilfe von Espio, Charmy und Vector nun freikam. Als er jedoch ankündigt, seine versprochene, großzügige Bezahlung erst nach Eroberung der Welt zu begleichen, verärgert er Team Chaotix damit.
Vor den Augen aller Teams offenbart sich Neo Metal Sonic, der alles bisherige eingefädelt hat und so die Charaktere absichtlich hat kämpfen lassen, um damit jetzt alle Daten von Sonic, Tails, Knuckles, Shadow, Rouge, Omega, Amy, Cream, Big, Espio, Charmy, Vector, Dr. Eggman, Cheese, Chocola, Froggy und damit sogar von Chaos (aus Sonic Adventure) zu besitzen. Mit einem auf ihn einschlagenden Blitz eines tobenden Gewitters und dem umliegenden Metall nimmt er so seine neue, größere und mächtigere Form als Metal Madness an. Dr. Eggman erklärt den Charakteren die scheinbar ausweglose Situation, doch die Teams haben auf ihren Wegen die sieben Chaos Emeralds gesammelt. Während Team Dark, Team Rose und Team Chaotix den tobenden Metal Sonic in seiner Metal Madness-Form hinhalten, verwandelt sich Sonic mit den sieben Chaos Emeralds zu Super Sonic, zudem erhalten Tails und Knuckles widerstandsfähige Schutzschilde, mit denen sie ebenso frei fliegen können. Metal Sonic verwandelt sich nochmals, um seine Metal Overlord-Form anzunehmen, doch Super Sonic, Tails und Knuckles schaffen es, ihn zu besiegen. Der besiegte Metal Sonic verwandelt sich komplett bis zu seiner ersten Form aus Sonic the Hedgehog CD zurück und bleibt erschöpft am Boden liegen, doch Sonic verschont ihn mit den Worten, dass er auf seine Revanche warten wird. Als Amy auf ihn zurennt, ergreift Sonic die Flucht. Auch Dr. Eggman versucht vor Team Chaotix zu flüchten, die ihre Bezahlung einfordern wollen, während Knuckles und Rouge gemeinsam aufbrechen. Shadow und Omega nehmen den beschädigten Metal Sonic zunächst auf.

## Gameplay
In Sonic Heroes steuert man immer ein aus drei Mitgliedern bestehendes Team. Dazu wählt man ein Team seiner Wahl und damit den entsprechenden Storystrang aus: Team Sonic (Sonic, Tails, Knuckles), Team Dark (Shadow, Rouge, Omega), Team Rose (Amy, Cream, Big) oder Team Chaotix (Espio, Charmy, Vector). Dabei bewegen sich die Charaktere in Formationen dicht aneinander bzw. in Flugformation Hand in Hand, wobei man einen der drei Charaktere stets primär steuert und sich die anderen beiden nach ihm richten. Jedes Mitglied ist einer der drei entsprechenden Stärken zugeteilt: Speed (Sonic, Shadow, Amy, Espio), Fly (Tails, Rouge, Cream, Charmy) und Power (Knuckles, Omega, Big, Vector). Auf Tastendruck kann die führende Spielfigur gewechselt werden, um so innerhalb des Levels fließend die Stärken der jeweiligen Teammitglieder korrekt auszuspielen, was zu Beginn des Spiels in den Leveln noch gekennzeichnet ist, mit laufendem Spielfortschritt verschwinden die Vorgaben jedoch zunehmend. Die Speed-Charaktere springen mit der Spin Attack, verfügen über die Homing Attack, können Wirbelwinde an Stangen erzeugen und an dichten Wänden von einer Wand zur anderen springen. Fly-Charaktere können fliegen und dabei auch angreifen, indem sie ihre Teamkameraden auf Gegner werfen und Power-Charaktere können größere Felsen und ähnliches zertrümmern und richten größeren Schaden bei Gegnern an. Beim Sammeln von Ringen und Besiegen von Gegnern füllt sich zudem die Team Blast-Leiste. Ist diese komplett gefüllt, kann auf Knopfdruck ein Team Blast ausgelöst werden, welches alle Gegner auf dem Bildschirm zerstört (Bossgegnern jedoch höchstens schadet). Jedes Team hat beim Team Blast zusätzlich einen eigenen, kurzen Nebeneffekt, bis die Leiste wieder verfügbar ist. Nach Team Sonics Team Blast namens Sonic Overdrive können kurzzeitig je nach Spielfigur zusätzlich die Angriffe Light Speed Attack, Thunder Shoot oder Fire Dunk eingesetzt werden. Team Darks Chaos Inferno bewirkt einen Chaos Control-ähnlichen Effekt, der bewirkt, dass alle Gegner, aber auch Türen und Schalter für diese Dauer eingefroren und unbeweglich sind. Das Flower Festival versorgt Team Rose mit vorübergehender Unverwundbarkeit, einem Schutzschild und einem zusätzlichen Power Core, während Team Chaotix für das Chaotix Recital eine unbestimmte Anzahl an Ringen erhält. Es kann vorkommen, dass ein oder zwei Teammitglieder während eines Levels abhandenkommen, beispielsweise weil sich die Wege trennten oder ein Gegner diese einsperren konnte. Dann steuert man nur noch die verfügbaren Charaktere, bis die Charaktere wieder vereint werden konnten oder ein Team Blast ausgeführt wurde, was die fehlenden Teammitglieder sofort zurückholt.
Bei Berührung können die goldenen Ringe eingesammelt werden; Nimmt ein Team Schaden, verliert es die Ringe. Nimmt das Team Schaden, ohne Ringe zu besitzen oder fällt in einen tödlichen Abgrund, verliert es ein Extraleben, von denen man zu Spielbeginn drei besitzt. In den Itemboxen kann sich ein Extraleben, zehn Ringe, ein Schutzschild, vorübergehende erhöhte Geschwindigkeit, ein Fly Charge oder ein Power Core enthalten sein. Power Cores bewirken ein Level-Up für eine der drei Stärken bis zu insgesamt drei Mal. Dabei werden die Angriffe des jeweiligen Charakter-Typs stärker, aber nur für die Dauer des restlichen Levels oder Boss-Kampfes. Checkpoints in Form von Laternen markieren bei einem Lebensverlust den Rücksetzpunkt. Zudem können in den Leveln die Special Stage Keys gefunden werden. Werden diese Schlüssel ohne Lebensverlust und Treffer zum Ziel des jeweiligen Levels gebracht, erreicht man eine von sieben Special Stages, in der man in einem röhrenförmigen Parcours einem Chaos Emerald hinterherjagt und ballonartige Spheres mehr Geschwindigkeit geben, während Bomben abbremsen. Die sieben Chaos Emeralds können über alle vier Storystränge verteilt eingesammelt werden. Nur wer alle vier Storystränge erfolgreich abschließt und dabei die sieben Chaos Emeralds einsammeln konnte, schaltet die Last Story frei, welche den Kampf gegen Metal Sonic thematisiert.
Anders als in den Vorgängern erleben alle vier Teams in den vier Storysträngen dieselben Level und Bosskämpfe in derselben Reihenfolge, jedoch mit inhaltlichen Unterschieden. Die Ausnahme bildet Team Rose, welches als einziges zunächst das Tutorial-Level Sea Gate absolviert. Danach beinhalten alle Storystränge 14 Action Stages in der Reihenfolge Seaside Hill, Ocean Palace, Grand Metropolis, Power Plant, Casino Park, Bingo Highway, Rail Canyon, Bullet Station, Frog Forest, Lost Jungle, Hang Castle, Mystic Mansion, Egg Fleet und Final Fortress sowie Bosskämpfe nach jeder zweiten Action Stage gegen Egg Hawk, Team Sonic vs. Team Rose & Team Dark vs. Team Chaotix, Robot Carnival, Egg Albatross, Team Sonic vs. Team Dark & Team Rose vs. Team Chaotix, Robot Storm und Egg Emperor. Dabei unterscheiden sich die Teams mit den Schwierigkeitsgraden: Während die Level mit Team Sonic regulär erlebt werden, begegnen Team Dark mehr Gegner und Gefahren, was einen deutlich höheren Schwierigkeitsgrad zufolge hat. Mit Team Rose kommen deutlich weniger Gegner und Gefahren vor, dabei wurden sogar Levelabschnitte abgekürzt, was das Spiel spürbar erleichtert. Team Chaotix muss stets bestimmte Aufgaben (z. B. bestimmte Anzahl von Ringen sammeln oder alle Gegner besiegen) in den Leveln erfüllen und nicht nur das Ziel erreichen, was als anspruchsvoll wahrgenommen wird. In der Last Story kämpfen Team Rose, Team Chaotix und Team Dark nacheinander gegen Metal Madness und Team Sonic mit Super Sonic gegen den Metal Overlord. Nach jedem erfolgreich abgeschlossenen Level oder Bosskampf erhält man ein Emblem und eine Wertung von Rang A bis Rang E. Wurden alle Action Stages und Bosskämpfe mit Rang A abgeschlossen, schaltet sich der Super-Hard-Modus, mit schwereren Gegnern und versteckteren Schalten, ohne Speicherfunktion und exklusiv für Team Sonic, frei.

## Synchronisation
Bis auf Tails’ Stimmen und Bigs japanische Stimme behielten alle Spielfiguren ihre Synchronsprecher aus Sonic Adventure 2. Erstmals wurden Omega, Cream, Espio, Vector, Charmy und Metal Sonic synchronisiert, wobei letzterer Sonics Synchronsprecher in verzerrter Version darstellt und Vectors englischer Sprecher im Vorgänger den Charakter Professor Gerald Robotnik synchronisierte. Es war auch das einzige Mal, dass Tails nicht von einer Frau, sondern von einem Jungen gesprochen wurde. Es war das letzte Mal, dass der englische Dr. Eggman-Sprecher Deem Bristow vor seinem Tod am 15. Januar 2005 für ein Sonic-Spiel einsprach, auch wenn existierende Sound-Clips später noch in Sonic Advance 3 (2004), Sonic Riders (2006) und Sonic Riders: Zero Gravity (2008) weiter verwendet wurden.
Auf den japanischen und nordamerikanischen PlayStation-2- und Xbox-Versionen des Spiels war es – auf verschiedene Arten zu erreichen – möglich, zwischen der japanischen oder englischen Sprachausgabe zu wechseln. In den europäischen und GameCube- sowie PC-Versionen des Spiels ist ein Wechseln nicht möglich.
| Synchronsprecher in Sonic Heroes | Synchronsprecher in Sonic Heroes | Synchronsprecher in Sonic Heroes |
| Figur im Spiel                   | Englischer Synchronsprecher      | Japanischer Synchronsprecher     |
| -------------------------------- | -------------------------------- | -------------------------------- |
| Sonic the Hedgehog               | Ryan Drummond                    | Jun'ichi Kanemaru                |
| Miles Tails Prower               | William Corkery                  | Ryō Hirohashi                    |
| Knuckles the Echidna             | Scott Dreier                     | Nobutoshi Canna                  |
| Shadow the Hedgehog              | David Humphrey                   | Kôji Yusa                        |
| Rouge the Bat                    | Lani Minella                     | Rumi Ochiai                      |
| E-123 Omega                      | Jon St. John                     | Taiten Kusunoki                  |
| Amy Rose                         | Jennifer Douillard               | Taeko Kawata                     |
| Cream the Rabbit                 | Sarah Wulfeck                    | Sayaka Aoki                      |
| Big the Cat                      | Jon St. John                     | Takashi Nagasako                 |
| Espio the Chameleon              | Bill Corkery                     | Yūki Masuda                      |
| Charmy Bee                       | Emily Corkery                    | Yōkō Teppōzuka                   |
| Vector the Crocodile             | Marc Biagi                       | Kenta Miyake                     |
| Dr. Eggman                       | Deem Bristow                     | Chikao Ōtsuka                    |
| Metal Sonic                      | Ryan Drummond                    | Jun'ichi Kanemaru                |
| Omochao                          | Lani Minella                     | Etsuko Kozakura                  |

## Entwicklung
Nach den Ports von Sonic Adventure und Sonic Adventure 2 sowie der Sonic Mega Collection begann das Sonic Team USA unter der Leitung von Takashi Iizuka mit der Entwicklung eines Multi-Plattform-Sonicspiels, welches eigens für die aktuelle Konsolengeneration zugeschnitten sein sollte. Um Fans der Serie als auch mögliche neue Fans zu gewinnen, entschied man sich gegen den Namen Sonic Adventure 3, um nicht den Eindruck zu vermitteln, man müsse die Vorgänger gespielt oder gekannt haben.
Auch wollte man möglichst viele Charaktere implementieren, nachdem ein früher Trailer von Sonic Adventure 2 damals nicht Tails als spielbaren Charakter zeigte und Fans den Wunsch nach Tails lautstark werden ließ. Um das Teamsystem aufgehen zu lassen, brauchte man einen Flug-Charakter für Team Rose und entwarf so Cream the Rabbit für Sonic Heroes, ließ sie jedoch schon zuvor in der GameCube-Version von Sonic Adventure DX: Director’s Cut als Cameo auftreten und machte sie in Sonic Advance 2 spielbar, um sie den Spielern schon im Vorfeld bekannt zu machen. Der Team-Gedanke erinnerte die Entwickler an das Sega-32X-Spiel Knuckles’ Chaotix, was Inspiration dazu gab, Espio, Charmy und Vector wieder in die Serie einzubauen. Als Power-Teammitglied von Team Dark war zunächst Dr. Eggman in seinem Egg Walker angedacht, jedoch entschied man sich während der Entwicklung für einen neuen, kräftigeren E-100-Roboter namens E-123 Omega, nachdem E-102 Gamma aus Sonic Adventure zwar beliebt war, aber storybedingt nicht eingebaut werden konnte, da er im Laufe der Geschichte zerstört wurde. Auch die Rückkehr von Metal Sonic geschah, weil die Entwickler auf die Wünsche der Fans eingehen wollten. Dazu wurde Kazuyuki Hoshino, der originale Designer von Metal Sonic vom 1993 erschienenen Sonic the Hedgehog CD involviert, um mit dem Design des Charakters zu helfen.
Sega ernannte das Jahr 2003 zum „Jahr des Sonic“, um dieses mit mehreren Spin-Off-Spielen, der neuen Anime-TV-Serie Sonic X und zum Schluss Sonic Heroes zu ehren. Jedoch hatten die Entwickler größere Probleme mit der Portierung auf PlayStation 2 und Xbox als erwartet, da sie mit den Systemen noch nicht vertraut waren. Um das Versprechen einzulösen, wurde das Spiel in Japan noch am 30. Dezember 2003 veröffentlicht, während andere Regionen auf den Februar 2004 warten mussten. Auch verfügt die PlayStation-2-Version über Grafik- und Clipping-Fehler sowie einer niedrigeren Framerate und längeren Wartezeiten, was auf den Veröffentlichungs-Zeitdruck zurückzuführen ist. In manchen Regionen war eine Demo-Version von Sonic Heroes auf frühen Verkaufsexemplaren des GameCube-Spiels Mario Kart: Double Dash!! enthalten.

## Mehrspieler-Modus
Das Spiel verfügt über einen Mehrspieler-Modus, in dem zwei Spieler mit je einem der vier Teams in verschiedenen Gameplay-Varianten gegeneinander antreten. Ist anfangs nur den Action Race-Modus verfügbar, so schaltet man bis zum 120. Emblem alle 20 Embleme einen weiteren Mehrspieler-Modus in der Reihenfolge Battle, Special Stage Race, Ring Race, Bobsled Race, Quick Race und Expert Race frei. Dabei hat jeder Modus drei verschiedene Stages zur Auswahl. Es ist möglich, nach Modus oder zufällig im Best-of-three gegeneinander anzutreten.

## Neuveröffentlichungen und Nachfolger
Sonic Heroes war Teil von 2 in 1 Combo Pack: Sonic Heroes / Super Monkey Ball Deluxe (2005, Xbox) und Sonic PC Collection (2009, PC).
Weitere Hauptspiele der Serie in 3D waren in der Folge Shadow the Hedgehog (2005), Sonic the Hedgehog (2006), Sonic Unleashed (2008), Sonic Colours (2010), Sonic Generations (2011), Sonic Lost World (2013), Sonic Boom: Lyrics Aufstieg (2014), Sonic Forces (2017) und Sonic Frontiers (2022).

## Rezeption
Sonic Heroes erhielt durchschnittliche bis positive Wertungen, wobei sich die Meinungen sowie Pros und Contras stärker unterscheiden. Das allgemeine, im Mittelpunkt stehende Team-System wurde dabei sowohl positiv als auch negativ aufgenommen. Aufgrund der technischen Probleme erhielt die PlayStation-2-Version tendenziell niedrigere Wertungen.

„Aller guten Dinge sind drei? Nicht ganz, denn trotz einigen sinnvollen Neuerungen blieben uns bei Sonic Heroes gewohnte Probleme der bisherigen 3D-Auftritte erhalten. Der Teamgedanke bringt frischen Wind in die Sache, der Wechsel zwischen den Figuren klappt nach kurzer Eingewöhnung passabel. Durch die Rasanz gekoppelt mit der mäßigen Kamera verliert Ihr aber oft die Orientierung, zumal einige Abschnitte auch so schon mit frustigen Einlagen nerven. Dafür legten sich die Designer ins Zeug und zauberten ansehnliche Welten auf den Bildschirm, die auf der Xbox (fast) immer flüssig vorbei rauschen – PS2 und in Grenzen Gamecube schwächeln im Vergleich sichtlich. Für treue Igelfans lohnt sich’s wohl trotzdem, der Rest sollte vorher eine Proberunde spielen.“

„Das erste Sonic Adventure auf Segas Dreamcast hat mich ja förmlich vom Hocker gehauen. Nach Sonic Heroes sitze ich noch immer fest im Sattel. Solch technische Quantensprünge wie damals sind heute natürlich nicht mehr möglich. Dennoch hat es das Spiel geschafft, den Namen "Sonic", nach dem letzten eher mäßigen GameCube-Auftritt wieder besser klingen zu lassen. Einen Kritikpunkt hab ich dennoch: Die Idee mit den Dreiteams ist zwar ganz nett, nimmt durch die häufigen Charakterwechsel allerdings das Tempo aus dem Spiel. Auch wenn Sonic Heroes schnell ist, es könnte noch schneller sein.“

Auch aus kommerzieller Sicht war das Spiel mit insgesamt 3,41 Millionen verkauften Einheiten ein Erfolg. Auf dem Nintendo GameCube verkaufte sich Sonic Heroes 1,60 Millionen Mal und belegt damit Platz 18 der meistverkauften GameCube-Spiele. Auf der PlayStation 2 verkaufte sich Sonic Heroes 1,72 Millionen Mal und belegt damit Platz 84 der meistverkauften PlayStation-2-Spiele. Die Verkäufe der Xbox- und PC-Version liegen unter der Millionenmarke.